# Глан (Швейцария)
Глан (фр. Gland) — город и коммуна района Ньон франкоязычного кантона Во. Официальный язык — французский, хотя в городе с население 10 775 чел. (по данным на 2005 г.) проживают 80 национальностей. В городе расположены штаб-квартиры организаций Международный союз охраны природы, Рамсарская конвенция, Всемирный фонд дикой природы, а также главный офис финансовой группы Swissquote.
Здесь располагается вилла автогонщика Михаэля Шумахера.[значимость факта?]

## История
Как известно, на месте Глана было доисторическое поселение. Во времена римского периода там находилась ферма под названием "Villa Glanis". Первое письменное упоминание о Глане датируется примерно 994 - 1049 годами как de Glans.
С 1536 по 1798 годы поселение входило в состав Бернской республики.
До 1960-х годов Глан был лишь небольшим сельским хозяйством, где выращивались преимущественно виноградники и скот.

## Транспорт
В городе находится железнодорожная станция, через которую проходит железнодорожная магистраль, связывающая Женеву с Лозанной. По городу организовано автобусное сообщение (маршрут № 831, самый короткий интервал движения 30 мин.). Автобусами можно также добраться до соседних населенных пунктов Роль (автобусы № 835, 836), Ньон и Коппе (автобус № 811), Басен (№ 830), а также до Лозанны и Женевы.

## Социальная инфраструктура
В городе находятся торговые центры Лидл, Дэнвер, Мигрос, две аптеки, кафе и рестораны, отели, учебные заведения, библиотека.

## Галерея

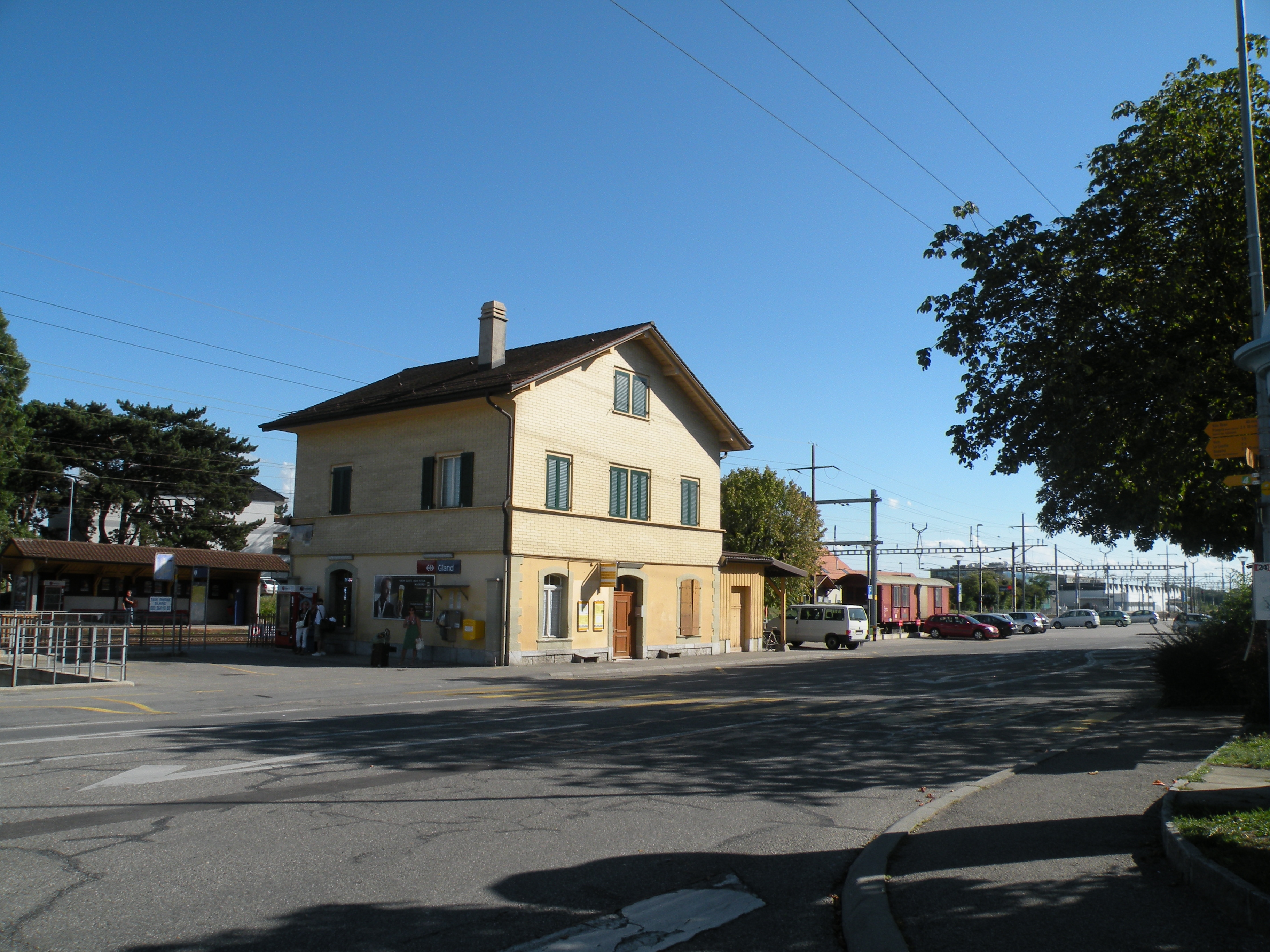
Железнодорожная станция в Глане, 2010 г.
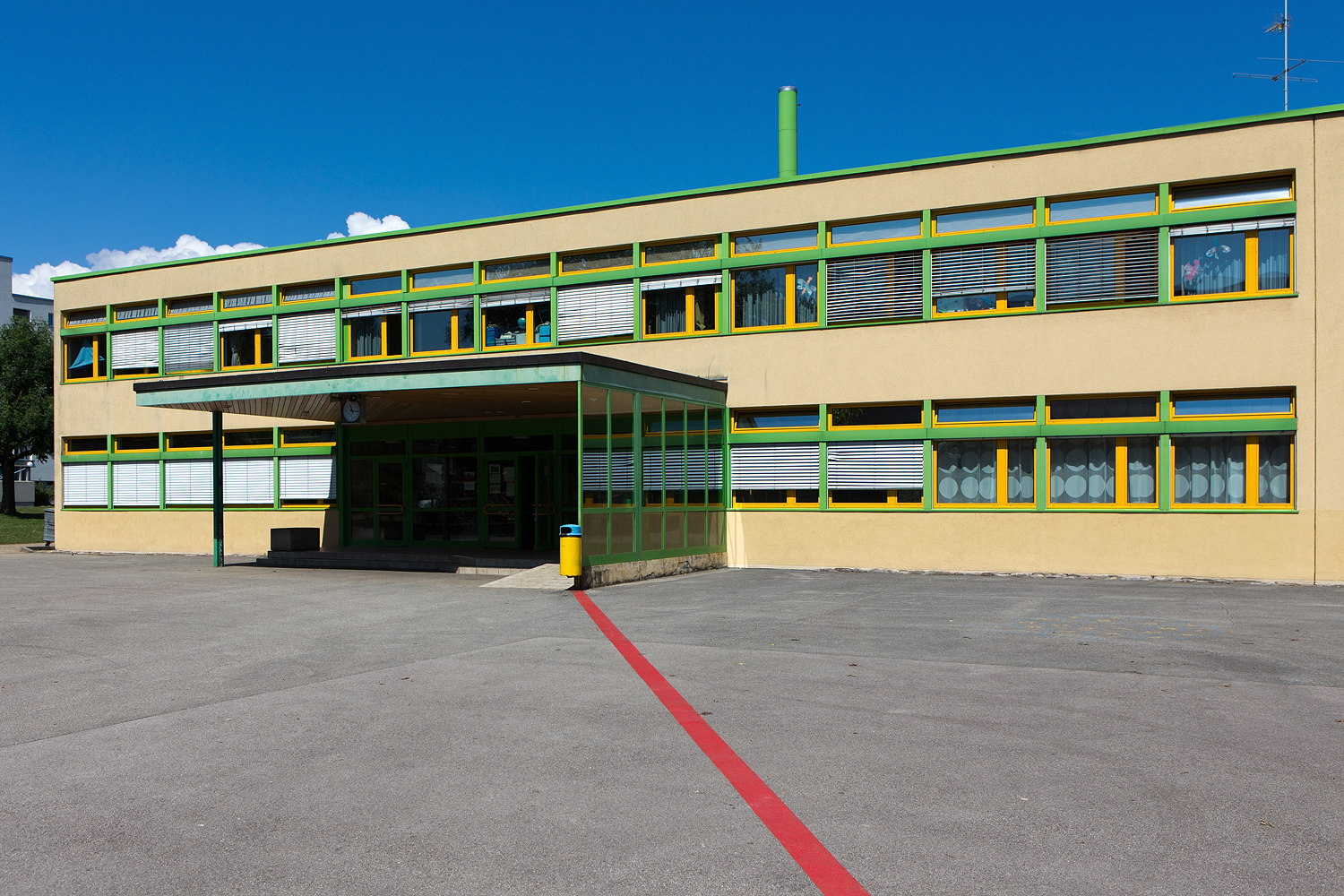
Одно из учебных заведений Глана (колледж Mauverney)
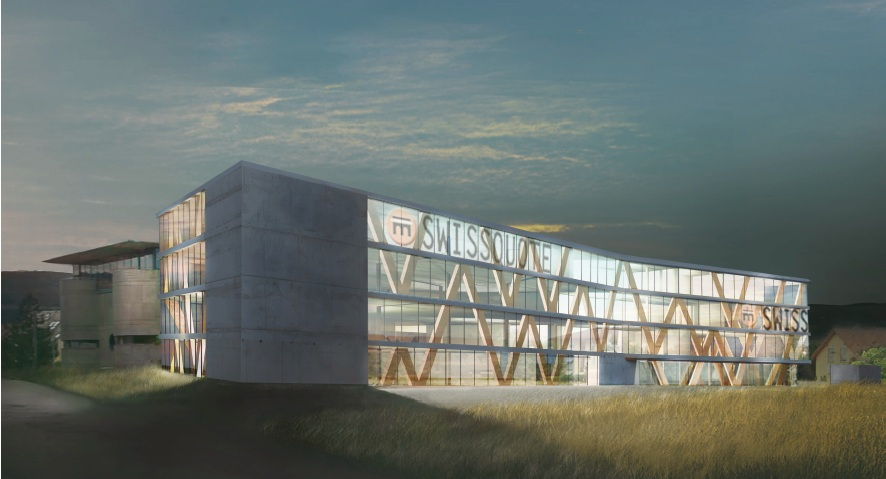
Проект главного офиса финансовой группы Swissquote в Глане
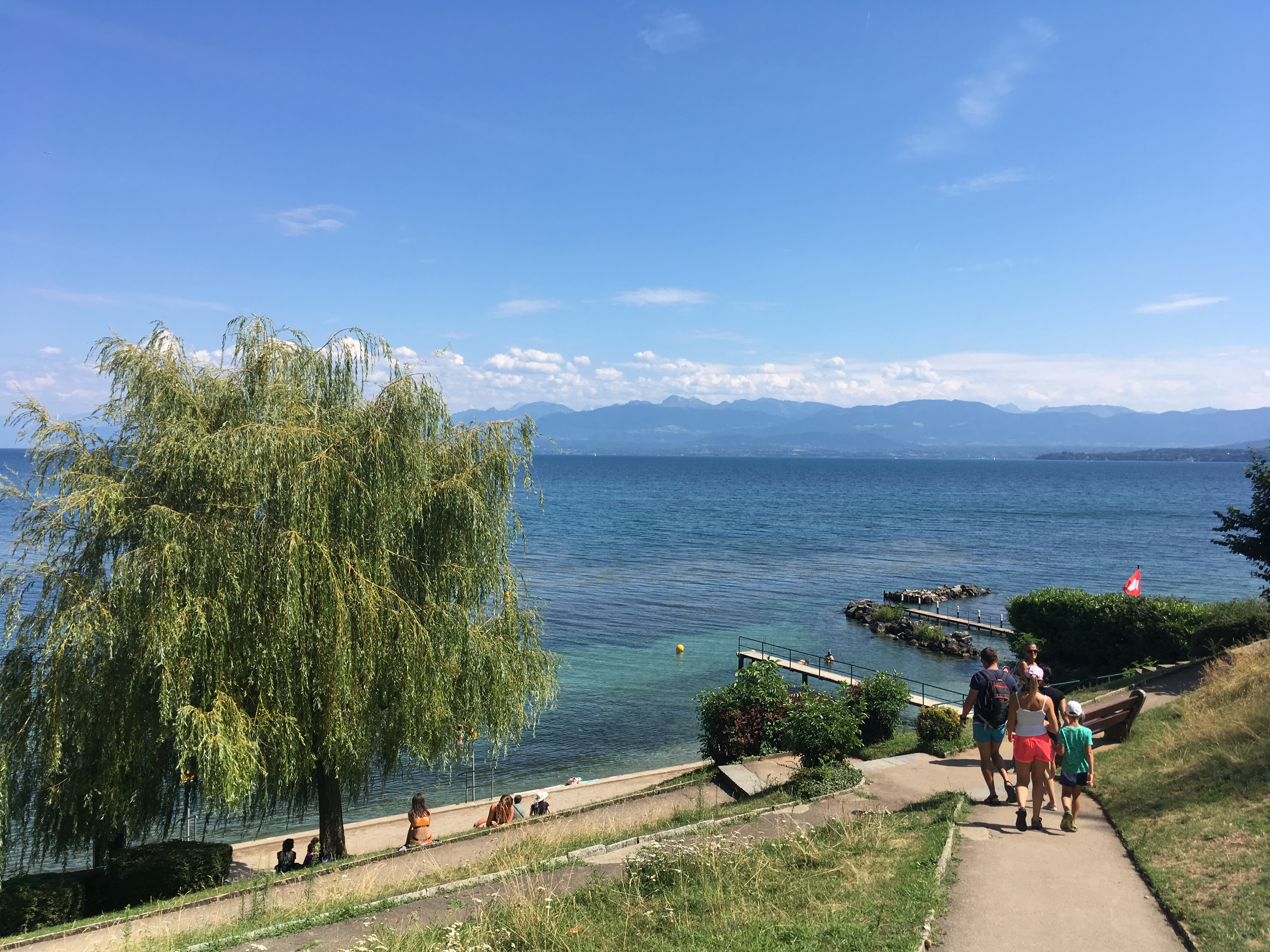
Пляж на берегу Женевского озера в Глане
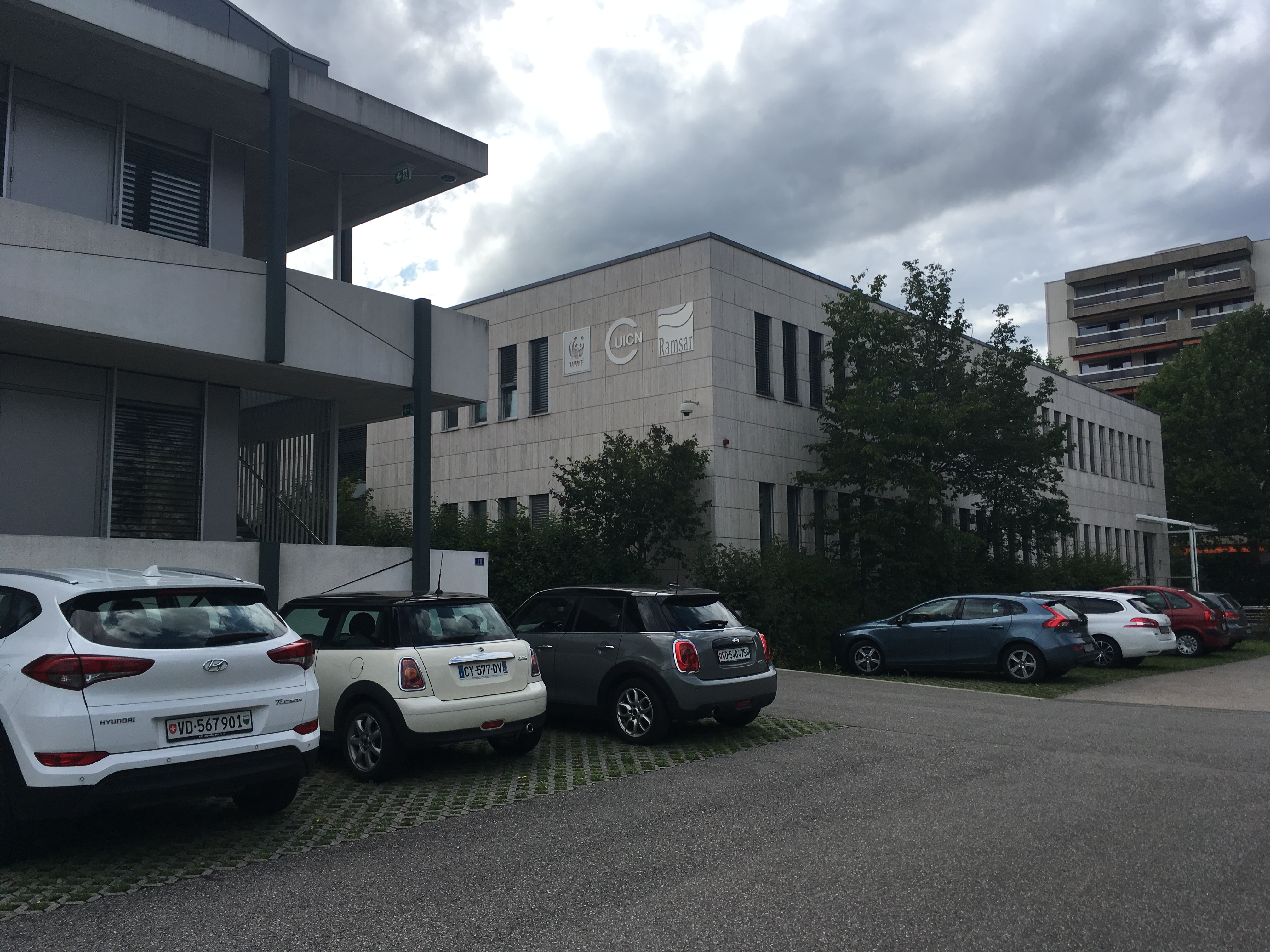
Штаб-квартира Всемирного фонда дикой природы в Глане
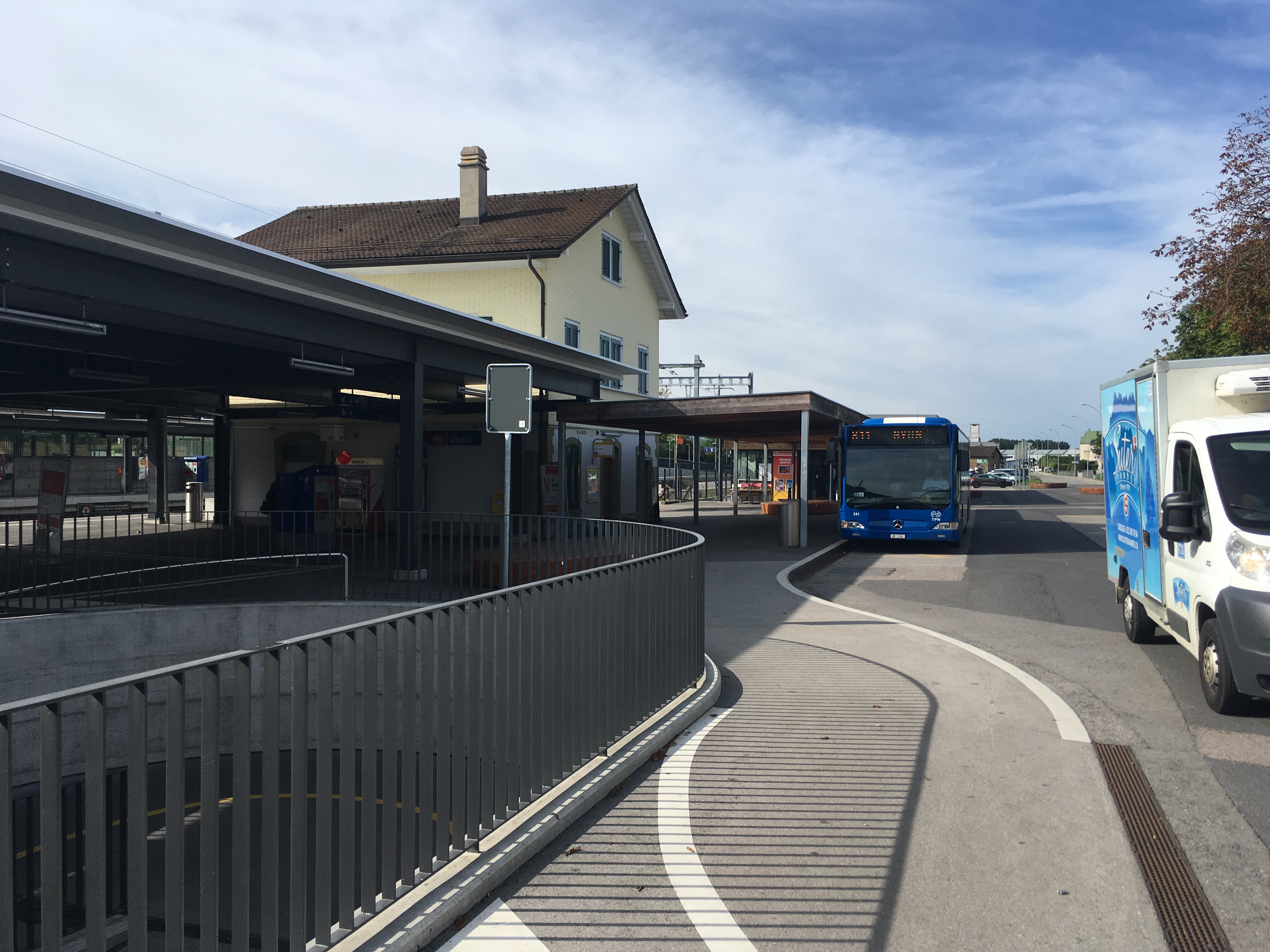
Северная остановка (Gare Nord) автобусов рядом со зданием железнодорожной станции, 2019 г.
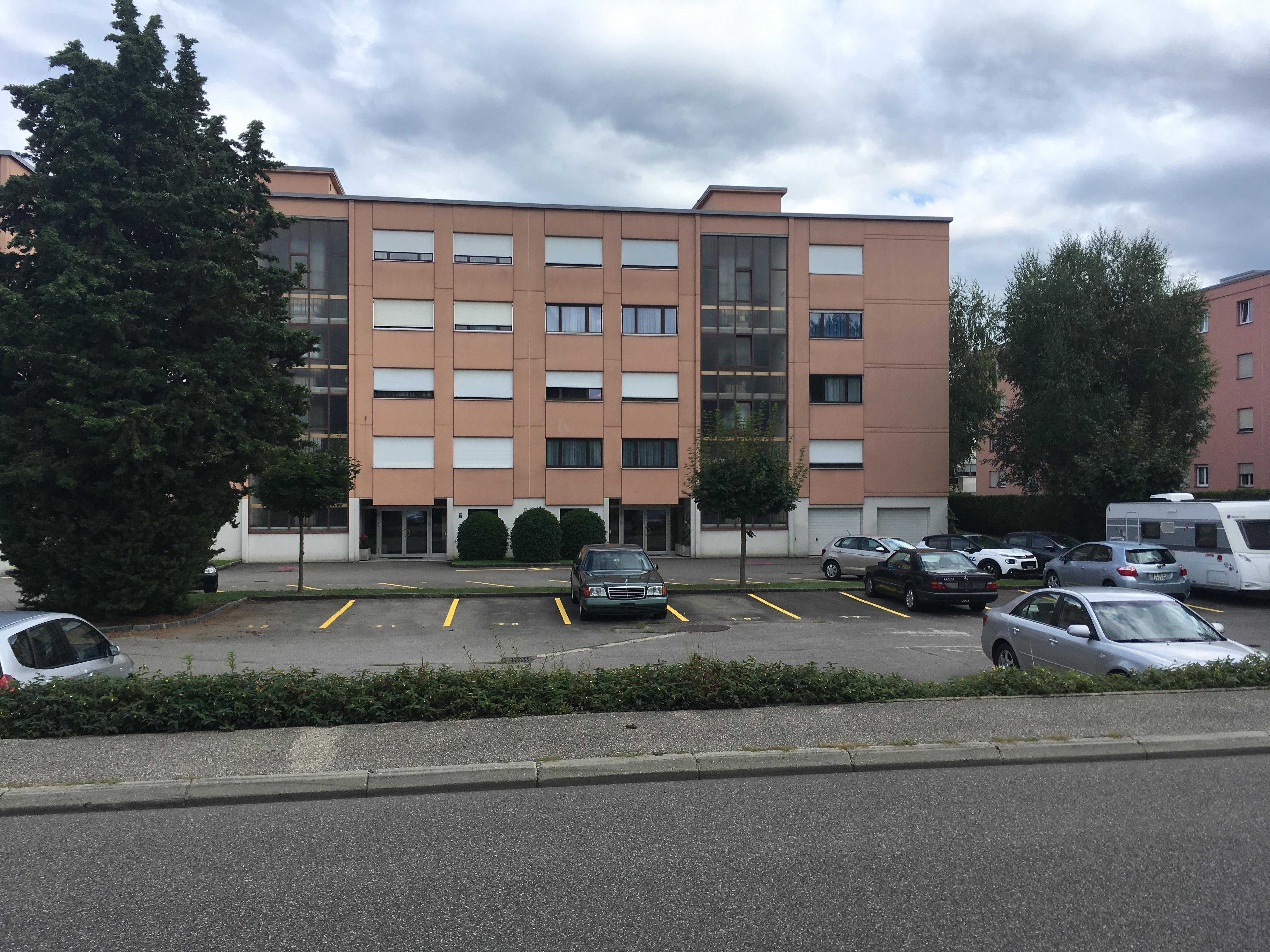
Типовой дом в Глане на улице Rue de Malagny
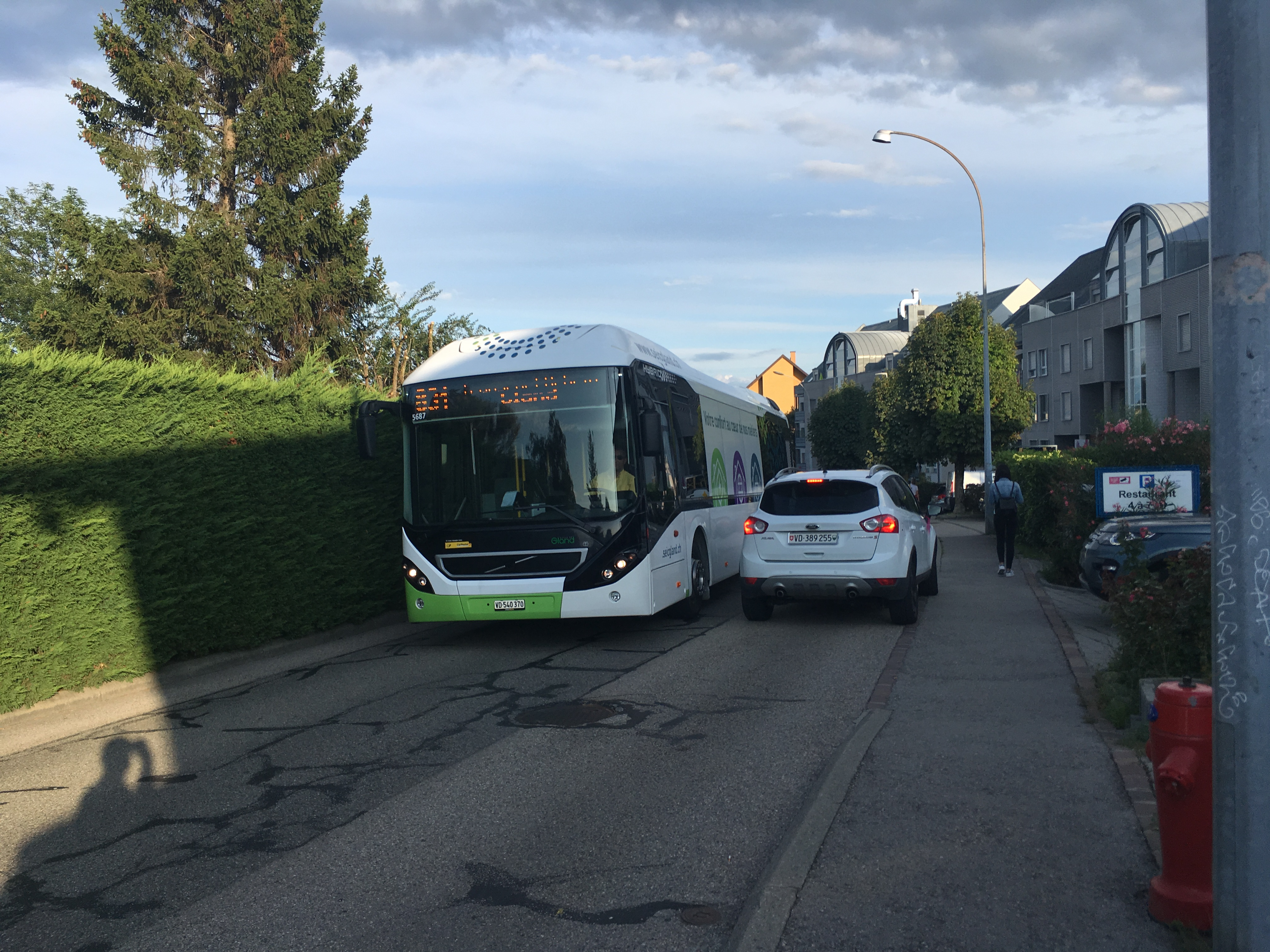
Местный автобус № 831